# Шпанска грозница
Шпанска грозница или Шпански грип је била једна од најсмртоноснијих пандемија у историји човечанства. Појавила се при крају Првог светског рата (јануар 1917 – децембар 1920), и у три таласа се ширила Земљом. Она је прва од две пандемије узроковане вирусом инфлуенце А . Према новијим проценама, трећина светске популације је била инфицирана и имала је клинички испољену болест (око петсто милиона људи), а умрло је око педесет милиона људи. Дакле, шпанска грозница је однела пет пута више живота него Први светски рат. Проучавање шпанске грознице можда може донети резултате који ће помоћи да се избегне појава неке нове смртоносне пандемије.

## Симптоми
Жртве шпанске грознице увелико су патиле. Неколико сати након осећања првих симптома, јављали су се екстремни умор, грозница и главобоља, а жртве би помодриле. Понекад би плава боја постала толико изражена да је било тешко одредити оригиналну боју коже пацијента. Пацијенти би имали тако снажан кашаљ да су неки покидали чак и своје трбушне мишиће. Пена и крв су навирали из уста и носа. Неки су крварили и из ушију, неки повраћали, а други нису могли контролисати своје понашање, мокрење или дефекацију.
Шпанска грозница погодила је свет тако нагло и тешко да су многе од њених жртава умрле у року од неколико сати од првог симптома. Неки су умрли дан или два након што су схватили да су болесни. Озбиљност ове грознице била ја алармантна. Људи су широм света били забринути да ће погодити и њих. Неки градови наредили су свима да носе маске. Пљување и кашљање у јавности је било забрањено. Затворене су школе и позоришта, а ограничена масовнија окупљања.

## Историја
Први талас пандемије шпанске грознице започео је у пролеће 1918. За њим су уследила два таласа која су однела највећи број живота. Други пандемијски талас започео је у јесен 1918, а трећи у зиму 1919. Географска локација прве појаве пандемичног вируса није позната, а постоји мишљење да је болест названа шпанском због тога што Шпанија није била учесник рата, те се о болести од самог почетка отворено писало у штампи, за разлику од других земаља где је била присутна јака цензура.
Података о броју оболелих и умрлих у нашој земљи током шпанске грознице има мало, чему су узрок сложене ратне околности и стварање нове државе управо у времену када је болест била присутна. Међутим, готово сигурно је болест узела велики данак, као и у другим европским државама. Болест се јавила код српских војника у априлу на Крфу, а у јулу на Солунском фронту.
Пре почетка шпанске грознице, а од 1890. године, сматрало се да инфлуенцу изазива Haemophilus influenzae (Пфајферов бацил). Пфајфер је ову бактерију пронашао током пандемије инфлуенце 1889–1890. године. Током трајања шпанске грознице јавља се сумња у погледу тачности навођења Пфајферовог бацила као етимолошког узрочника инфлуенце.
Петог октобра 2005. објављено је да је реконструисан, односно практично поновно оживљен узрочник шпанске грознице. Реконструкцију су извели научници из Си Ди Сија (Centers for Disease Control and Prevention) из Атланте, у сарадњи са научницима Института за Патологију америчке војске и Mount Sinai School of Medicine.
Научници се надају да ће детаљним проучавањем вируса шпанске грознице у потпуности изучити основу вируленције и патогености вируса инфлуенце. Велика пажња је усмерена на ова изучавања због глобалног страха да би актуелни птичији грип, изазван вирусом инфлуенце А (H5N1), могао изазвати пандемију попут оне 1918–1919. године. Упоређивањем вируса шпанске грознице и актуелног вируса птичијег грипа настоје се извући закључци о томе колико је близу или далеко вирус птичијег грипа од пандемичне способности.
Научници сматрају да готово засигурно реконструисани вирус шпанске грознице не би изазвао болест таквих размера као 1918. године у случају изласка из лабораторије. Разлог томе је глобални имунитет који је створен контактом са H1N1 вирусима инфлуенце.

### Шпанска грозница у Србији
Историографи у Србији су деценијама уназад истраживачку пажњу усмеравали ка разоткривању велова заборава са славних ратних победа и политичких и дипломатских напора, запостављајући бројне аспекте друштвене историје у које спадају и појаве и последице различитих болести. Уз све то, тиха смрт у кревету, од последица болести, није доживљавана као „херојска“, попут оне на ратишту. Зато јој је придавана мања пажња. Изузетак представља епидемија удружена три тифуса из прве половине 1915. године, али она је изузетак који потврђује правило. Истраживачка стремљена усмерена ка њој директно су повезана са војним, политичким и дипломатским ангажманом, са великом пажњом коју је та епидемија изазвала у свету, и активностима бројних страних лекарских мисија. Зато је ова епидемија, за разлику од епидемије шпанске грознице била тема многих радова. Ситуације се из основа променила 2020. године, када је под утицајем пандемије Ковида,  њоме, почео да се бави проф. др Владимир Кривошејев, историчар и културолог, окупљајући око себе и друге сараднике. Већ крајем те године, из штампе је изашла књига Епидемија шпанске грознице у Србији 1918-1919 - са посебним освртом на ваљевски крај.
Истраживања која је спровео др Кривошејев указала су да, пошто је са тла Сједињених Америчких Држава стигао до француских лука, вирус шпанске грознице је „лађама француским“ доспео до егејских и јонских пристаништа, и већ је током пролећа 1918. почео да обара у постељу српске војнике на Солунском фронту. У Србију је стигао другим, копненим путевима, нешто касније, током лета. Београдске новине су 11. јула информисале читаоце да се болест која је захватила целу Европу, појавила и у Београду. Шест дана касније Београђанка Наталија Аранђеловић у свој дневник уписује: „Данас се никако не осећам добро. Грозница ме ломи, испод груди ме боли већ 4-5 дана“. Сећајући се тих дана Ваљевка Перка Спасенић је забележила: „Почела је у лето и они који су је први добили пролазили су боље јер су јели лубенице и прали главу хладном водом“. 
То је био први, бенигнији талас пандемије. Други, са новим, мутираним, и знатно морталнијим сојем вируса појавио се крајем лета. По свему судећи српске и француске трупе су у пробој Солунског фронта, 15. септембра 1918. године кренуле већ заражене. У резервним болницама које су се формирале дуж линија продора, од Велеса и Штипа, па даље остајало је знатно више оболелих него рањених. Обилазећи их, др Роман Сондермајер је у свој дневник забележио да је само у Митровици регистровао 350 оболелих од грипа, од којих 150 са запаљењем плућа; умрло је више од 50 војника, 7 у последњих 24 часа. Флора Сендс се сећала да је у болници у Ћуприји сваки дан умирало 2 до 3 оболела. Из Нишке болнице је послат извештај да имају 1.400 оболелих, а да пристижу и нови. Више од 95% Француза сахрањених на тлу Србије умрло је од последица вируса, а не од метка, шрапнела или бајонета.
Оболели војницу су епидемију проширили на јужне делове Србоје, док се на северу она развијала и пре доласка ослободилаца. Наталије Аранђеловић је средином октобра у свој дневник уписала да „грдан свет умире од ове шпанске грознице“, а Ваљевка Перка Спасенић се сећала: „Пре него што су наши требали да дођу завладала је шпанска грозница у толикој мери да је по троје – четворо у кући умирало од ње, па и цела породица“. 
Чувена Флора Сенд сећала се дочека ослободилаца: „Читав град је изашао на улицу; сви су клицали и пљескали, стављали су цвеће на вратове коња“. Масована окупљања без противепидемијских мера су допринели да се, концентрација вируса повећа и „сабије епидемијска крива“, те да, како је из тек ослобођеног Крагујевца известио војвода Бојовић, оболи цела армија и становништво. 
Епидемија, са пуним морталним ударом је у Србији трајала кратко, од краја септембра - почетка октобра, како где, па до пред крај 1918. године. Врло брзо је достигнут колективни имунитет, али по коју цену.  Прота Милан Д. Смиљанић је у књигу умрлих цркве у Сирогојну уписао: „Ова је зараза тако брзо узела маха да су целе фамилије лежале болесне, а да нико није био здрав, да нико није имао болесницима додати воде или подложити пећ. Умирало је много. Понегде су мртви лежали са болеснима по 3-4 дана јер није имао ко да их сахрани. Често су жене саме копале раке и сахрањивале. У једну раку двоје, троје је закопавано. Понеке су куће сасвим опустеле. Пошто има много мртвих, а ова ми је књига мала, почех овако рубрике на двоје раздвајати, да би све у овај протокол могло стати“.
Детаљна истраживања уписа у књиге умрлих из различитих делова Србије указала су да је у Србији од последица другог таласа  шпанске грознице, за само пар јесењих месеци 1918. умрло више од 3% становништва,, истина, негде и мање од 0,5 посто, али у појединим забачним руралним крајевима за пар месеци је умрло и више од 10% становништва. Укупан број жртава пандемије био је знатно више од 100.000 људи. То је бројка слична броју живота које је крајем 1914 и током прве половине 1915 однела чувена епидемија тифуса. Али не сме да се занемари да је тада било речи о три удружене тифусне болести, које су харале пола године, а 1918 се радило о само једној болести, чији је главни удар потрајао само пар месеци. Уз то, битно је да се нагласи, да је у Србији 1918. године живело знатно мање становника него на почетку 1915.